# Fideljo
Fideljo (Joggerssong) is een single van Dizzy Man's Band.
Zowel de A- als B-kant waren door bandleden geschreven. Het betekende ook de terugkeer van Richard de Bois als muziekproducent voor de gehele single. Het wijsje van de A-kant is sterk gerelateerd aan het oude scholliedje Kom mee naar buiten allemaal. Het was een keer te horen en te zien tijdens een uitzending van AVRO’s Eurorally in 1979.
Desondanks haalde het plaatje de hitparades niet.